# Pablo Marí Villar
Pablo Marí Villar (Almusafes, Valencia, 31 de agosto de 1993) es un futbolista español que juega de defensa en la ACF Fiorentina de la Serie A de Italia.

## Trayectoria

### Inicios
Formado en la cantera del Real Club Deportivo Mallorca, debutó con el primer equipo en 2011. Al año siguiente firmó con el Club Gimnàstic de Tarragona, siendo el jugador con más minutos del club tarraconense en las siguientes temporadas. 
En la temporada 2014-15 ascendió a Segunda A, disputando 3426' repartidos en 39 partidos y en todos fue titular, llevando tres temporadas en la entidad. La idea del club era mantener el bloque que había logrado el ascenso y así poder darle continuidad, por lo que renovó por tres temporadas más hasta  junio de 2018.

### Manchester City F. C.
El Manchester City Football Club de Pep Guardiola consiguió ficharlo por 3 temporadas, para luego cederlo al Girona Fútbol Club, por una temporada, antes de marcharse a la ciudad inglesa. Su partido de debut con el equipo gerundense será un amistoso internacional contra Los Angeles Galaxy. 
A pesar de tener un año más de contrato, se fue nuevamente cedido, esta vez al N. A. C. Breda. 
En julio de 2018 acumuló su tercera cesión tras ser prestado al Real Club Deportivo de La Coruña una temporada con opción de compra.

### C. R. Flamengo
Tras estar a punto de lograr el ascenso con el conjunto gallego, en julio de 2019 se marchó al Clube de Regatas do Flamengo. El 23 de noviembre del mismo año se convirtió en el primer futbolista español en ganar la Copa Libertadores después de que el Flamengo derrotara a River Plate en la final.
Marí a su vez se convertiría con esto en el segundo jugador europeo en ganar la Copa Libertadores después de Christian Rudzki.

### Arsenal Football Club
El 29 de enero de 2020 el Arsenal F. C. anunció su llegada como cedido hasta el final de la temporada 2019-20 con opción de compra. Debutó el 2 de marzo en la victoria 0-2 ante el Portsmouth en partido correspondiente a los octavos de final de la FA Cup. El 24 de junio el conjunto londinense anunció que había hecho efectiva dicha opción de compra y que, por lo tanto, adquiría al jugador en propiedad.

#### Cesiones a Udinese y Monza
El 20 de enero de 2022 fichó por el club italiano Udinese Calcio de la Serie A a título de préstamo hasta el fin de la temporada 2021-22. Debutó con los bianconeri el 6 de febrero en la victoria por 2-0 ante el Torino F. C. El 27 de abril marcó su primer gol ante la Juventus F. C., anotando el único gol del 1-0 ante la Vieja Señora.
El 11 de agosto fue cedido al recién ascendido A. C. Monza. Hizo su debut con el club el 14 de agosto, como titular en la derrota por 2-1 en la Serie A ante el Torino F. C. Marcó su primer gol con la Brianza el 9 de octubre, en la victoria en casa sobre el Spezia Calcio por 2-0. Ese fue el único tanto que consiguió en los 87 partidos que disputó antes de marcharse a la ACF Fiorentina en enero de 2025.

### Fiorentina
El 28 de enero de 2025, la Fiorentina anunció el fichaje de Pablo Marí. El contrato del defensa con la Fiorentina es válido por una temporada y media, hasta junio de 2026. El acuerdo se fijó en un millón de euros.

### Víctima de apuñalamiento
En la mañana del 27 de octubre del 2022, mientras estaba de compras junto a su esposa y su hijo en un supermercado Carrefour en Assago (Provincia de Milán) fue apuñalado él junto con otras 4 personas, resultando muerto un trabajador. Fue internado en el Hospital Niguarda en Milán en el cual recibió un tratamiento y fue dado de baja por dos meses luego de recibir golpes en la espalda.

## Clubes
| Club                                  | País         | Año       |
| ------------------------------------- | ------------ | --------- |
| R. C. D. Mallorca "B"                 | España       | 2011-2013 |
| Nàstic de Tarragona                   | España       | 2013-2016 |
| Manchester City F. C.                 | Inglaterra   | 2016-2019 |
| Girona F. C. (cedido)                 | España       | 2016-2017 |
| NAC Breda (cedido)                    | Países Bajos | 2017-2018 |
| R. C. Deportivo de La Coruña (cedido) | España       | 2018-2019 |
| C. R. Flamengo                        | Brasil       | 2019-2020 |
| Arsenal F. C. (cedido)                | Inglaterra   | 2020      |
| Arsenal F. C.                         | Inglaterra   | 2020-2023 |
| Udinese Calcio (cedido)               | Italia       | 2022      |
| A. C. Monza (cedido)                  | Italia       | 2022-2023 |
| A. C. Monza                           | Italia       | 2023-2025 |
| ACF Fiorentina                        | Italia       | 2025-act. |

## Palmarés

### Títulos nacionales
| Título           | Club           | País       | Año  |
| ---------------- | -------------- | ---------- | ---- |
| Brasileirão      | C. R. Flamengo | Brasil     | 2019 |
| FA Cup           | Arsenal F. C.  | Inglaterra | 2020 |
| Community Shield | Arsenal F. C.  | Inglaterra | 2020 |

### Títulos internacionales
| Título            | Club           | Sede | Año  |
| ----------------- | -------------- | ---- | ---- |
| Copa Libertadores | C. R. Flamengo | Lima | 2019 |